# The Seven Deadly Sins: Cursed by Light
The Seven Deadly Sins: Cursed by Light (originaltitel: Nanatsu no Taizai: Hikari ni Norowareshi Mono-tachi) är en japansk animerad fantasyfilm från 2021. Filmen är baserad på mangan The Seven Deadly Sins av Nakaba Suzuki. Den släpptes den 2 juli 2021 i Japan.

## Röstskådespelare
| Karaktär         | Röstskådespelare  |
| ---------------- | ----------------- |
| Meliodas         | Yuki Kaji         |
| Elizabeth Liones | Sora Amamiya      |
| Hawk             | Misaki Kuno       |
| Diane            | Aoi Yūki          |
| Ban              | Tatsuhisa Suzuki  |
| King             | Jun Fukuyama      |
| Gowther          | Yuhei Takagi      |
| Merlin           | Maaya Sakamoto    |
| Escanor          | Tomokazu Sugita   |
| Zeldris          | Yuki Kaji         |
| Dahlia           | Yūichi Nakamura   |
| Dubs             | Shin'ichirō Kamio |
| Supreme Deity    | Kana Kurashina    |

## Produktion
Takayuki Hamana regisserade filmen hos Studio DEEN och Rintarō Ikeda skrev filmens manus. Kohta Yamamoto och Hiroyuki Sawano komponerade filmens musik. Filmens titelmelodi heter "Sono Saki no Hikari e" och producerades av Akihito Okano.

## Premiär
Filmen hade premiär den 2 juli 2021.

### I biljettkontor
The Seven Deadly Sins: Cursed By Light tjänade 122 miljoner yen inom veckan den hade premiär, ungefär 10 miljoner kronor, och kom på tredje plats i japanska biljettkontor under samma vecka. Filmen sålde 98 000 biljetter under de första tre dagarna den haft premiär och under andra veckan gled den ner i japanska biljettkontor, från tredje till tionde plats.